# Maxillaria dunstervillei
Maxillaria dunstervillei är en orkidéart som beskrevs av Germán Carnevali och Ivón Mercedes Ramírez Morillo. Maxillaria dunstervillei ingår i släktet Maxillaria och familjen orkidéer. Inga underarter finns listade i Catalogue of Life.